# 川口まどか
川口 まどか（かわぐち まどか、4月生）は、日本の女性漫画家。

## 人物
大阪府出身。大阪芸術大学芸術学部美術学科卒。血液型A型。現在は息子と二人暮らし。少女漫画やホラー漫画を主に執筆している。

## 略歴
1983年、『ハローフレンド』（講談社）に掲載された『はあとビビッとさしみインコ』でデビュー。代表作に『やさしい悪魔』『死と彼女とぼく』『海の砂漠』シリーズなどがある。
2014年7月29日、岩手未来機構の主催により、盛岡情報ビジネス専門学校にて講演会とワークショップを行った。
2019年7月2日~7月7日、岩手未来機構の主催により、青森県立美術館にて『生きる 川口まどか展』を開催。
青森県では初の原画展示となった。
2020年は都内でイベントが予定されていたが、新型コロナウイルス(COVID-19)の影響で全て中止となった。
岩手未来機構とは現在も関わりがあり、今後も当団体の主催する講演会や個展を開催する予定。

## 作品リスト
- 死と彼女とぼく（講談社、『Kiss PLUS』、全10巻） - 2012年9月、テレビ朝日にてテレビドラマ（スペシャルドラマ）化。
- 死と彼女とぼく ゆかり（講談社、『One more Kiss』、全10巻）
- 死と彼女とぼく めぐる（講談社、『Kiss PLUS』、全6巻）
- やさしい悪魔の物語（秋田書店、『ミステリーボニータ』）
- やさしい悪魔
- 続・やさしい悪魔
- 少女が壊れたとき
- 夢と奇妙とチャンス
- 川口まどか 恐怖シアター
- 海に降る星
- 海の砂漠
- 2018年『死と彼女とぼく イキル』を『ほんとうに怖い童話』にて28話まで連載。単行本は全5巻。（ぶんか社）
- 2019年『キクミミ 〜耳から聞こえる、あなたの心〜』全4巻18話。（ぶんか社）
- 2020年『ついてる夫婦 病める時も健やかなる時も』（ぶんか社）
- 2022年『正常生活 ノーマルライフ』Eleganceイブ掲載（秋田書店）。